# If I Let You Go
"If I Let You Go" este o melodie interpretată de Westlife lansată în Regatul Unit pe 9 august 1999 ca al doilea single al trupei. A devenit al doilea din cele 14 single-uri numărul 1 al trupei, stând 11 săptămâni în topuri. Melodia a primit Discul de Argint în Regatul Unit fiind vândut în peste 315.000 de exemplare până acum.

## Lista de melodii

### Regatul Unit CD 1
1. "If I Let You Go" (Radio Edit) - 3:40
2. "Try Again" - 3:35
3. "If I Let You Go" (videoclip) - 3:40

### Regatul Unit CD 2
1. "If I Let You Go" (Radio Edit) - 3:40
2. "If I Let You Go" (Extended Version) - 6:09
3. Interviu - 7:24

### Australia
1. "If I Let You Go" (Radio Edit) - 3:40
2. "Try Again" - 3:35
3. "If I Let You Go" (Extended Version) - 6:09
4. "If I Let You Go" (videoclip) - 3:40

## Performanțele din topuri
| Țara          | Locul |
| ------------- | ----- |
| Regatul Unit  | 1     |
| Irlanda       | 1     |
| Belgia        | 17    |
| Noua Zeelandă | 8     |
| Suedia        | 6     |
| Finlanda      | 7     |
| Australia     | 13    |
| Elveția       | 25    |
| Norvegia      | 1     |
| Olanda        | 12    |
| Germania      | 50    |